# Algoritme de Luhn
L'algoritme de Luhn o fórmula de Luhn, també conegut com a algoritme “mòdul 10” o “mod 10”, anomenat així pel seu creador, el científic de l'IBM, Hans Peter Luhn, que el va dissenyar el 1954, és una fórmula de suma de control simple que s'utilitza per validar una gran varietat de números d'identificació, com ara els números de targeta de crèdit, números IMEI, etc.
L'algoritme és de domini públic i té un ampli ús avui en dia. S'especifica a ISO/IEC 7812-1. No es pretén que sigui una funció de hash segura de forma criptogràfica. El seu objectiu és el de protegir contra errors accidentals, no atacs maliciosos. La majoria de les targetes de crèdit i molts números d'identificació del govern utilitzen l'algoritme com a mètode senzill per distingir els números vàlids de xifres equivocades o incorrectes, identificant possibles errors durant la digitació o transmissió d'una una quantitat considerable de nombres entre una font i una altra, per exemple, durant la digitació d'un número de targeta per una persona en un formulari web o en la seva escriptura en un paper.